# Natalja Michailowna Gemperle

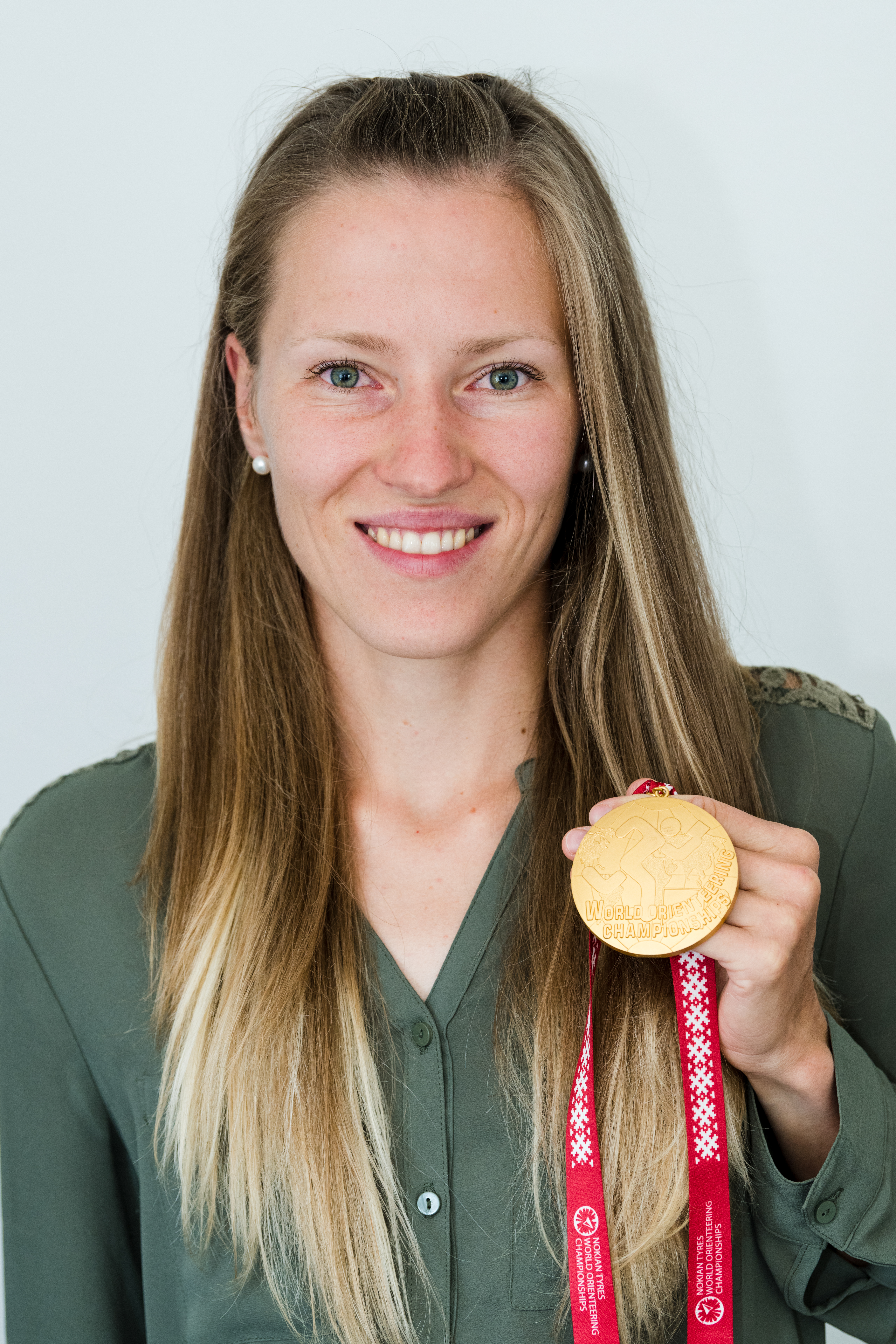
Natalja Gemperle (2018)

Natalja Michailowna Gemperle (russisch Наталья Михайловна Гемперле, geborene Winogradowa, * 9. Dezember 1990) ist eine russisch-schweizerische Orientierungsläuferin und Bergläuferin. Sie startet für die Vereine OLK Argus (Schweiz).

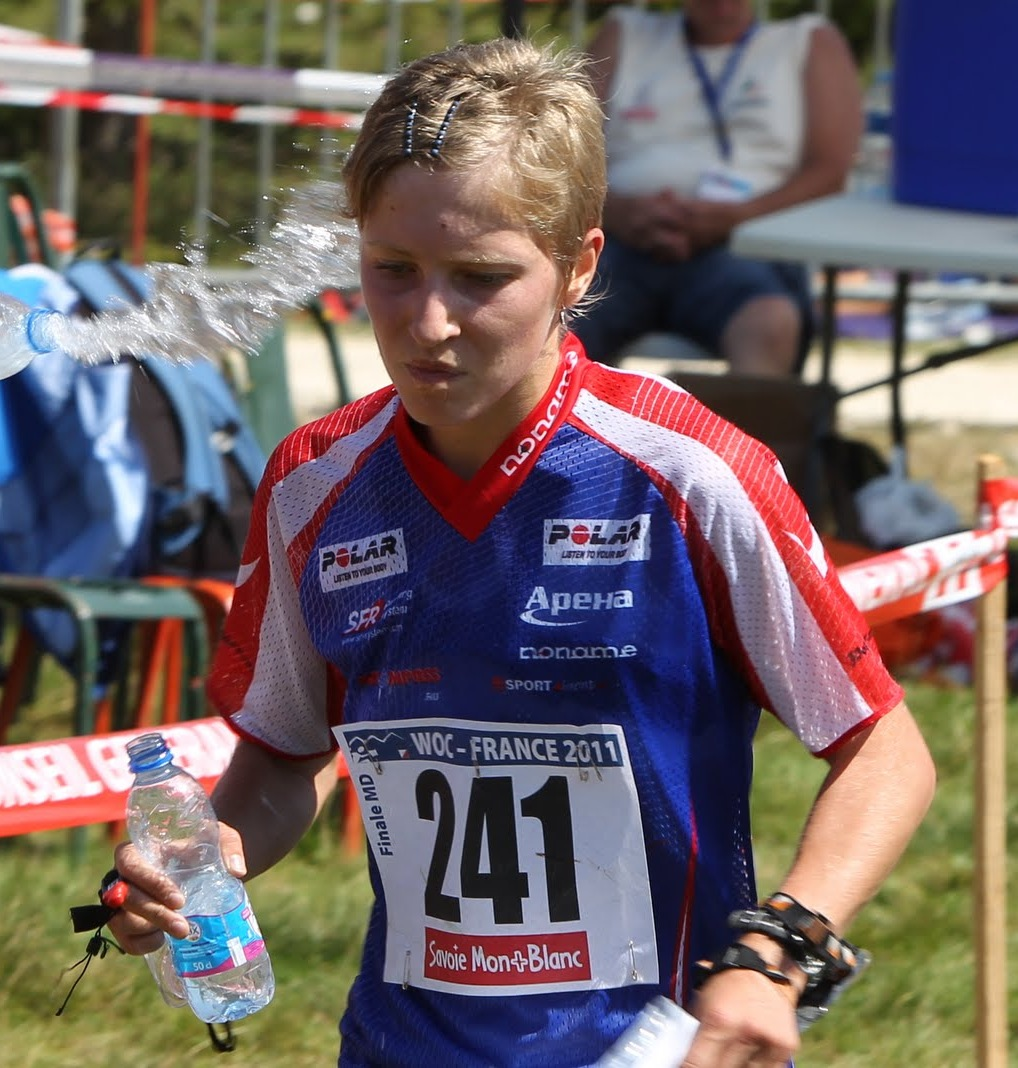
Gemperle im Mitteldistanz-OL an den Orientierungslauf-Weltmeisterschaften 2011.

An den Orientierungslauf-Weltmeisterschaften 2016 in Strömstad gewann sie die Silbermedaille über die Langdistanz, Bronze über die Mitteldistanz und Gold mit dem russischen Staffelteam.
Sie nahm an den World Games 2017 in Breslau (Polen) teil und gewann Silber im Mitteldistanzrennen und Bronze in der Mixed-Staffel.
An den Orientierungslauf-Weltmeisterschaften 2017 in Tartu gewann sie Bronze über die Langdistanz, Silber im Sprint und Silber mit der russischen Staffel.
Im darauf folgenden Jahr wurde sie an den Orientierungslauf-Weltmeisterschaften 2018 in Riga Weltmeisterin über die Mitteldistanz. Mit der russischen Staffel gewann sie Bronze.
An den Orientierungslauf-Weltmeisterschaften 2019 in Ostfold gewann sie Bronze über die Mitteldistanz und Bronze mit der russischen Staffel.
In Doksy gewann sie an den Orientierungslauf-Weltmeisterschaften 2021 sowohl im Sprint als auch über die Langdistanz jeweils Silber.
An den Orientierungslauf-Weltmeisterschaften 2023 in Flims gewann sie Silber über die Mitteldistanz. In der Staffel startete sie erstmals nach dem erfolgten Nationenwechsel mit dem schweizerischen Team und gewann Silber.